# Washington Cucurto
Wáshington Cucurto, pseudonyme de Santiago Vega, né à Quilmes en 1973,, est un poète, conteur et éditeur argentin.
Son œuvre est centrée sur les minorités et les marginaux. Elle a été traduite en allemand, portugais, français et anglais. Cucurto a créé et dirige la société d'édition Eloísa Cartonera, un projet social qui publie des œuvres d'auteurs latino-américains inédits, dont les couvertures sont faites de carton acheté aux cartoneros de Buenos Aires. Il est le créateur auto-proclamé du realismo atolondrado, qu'on pourrait traduire par « réalisme écervelé ».

## Œuvre
- Zelarayán, 1996, (poésie)

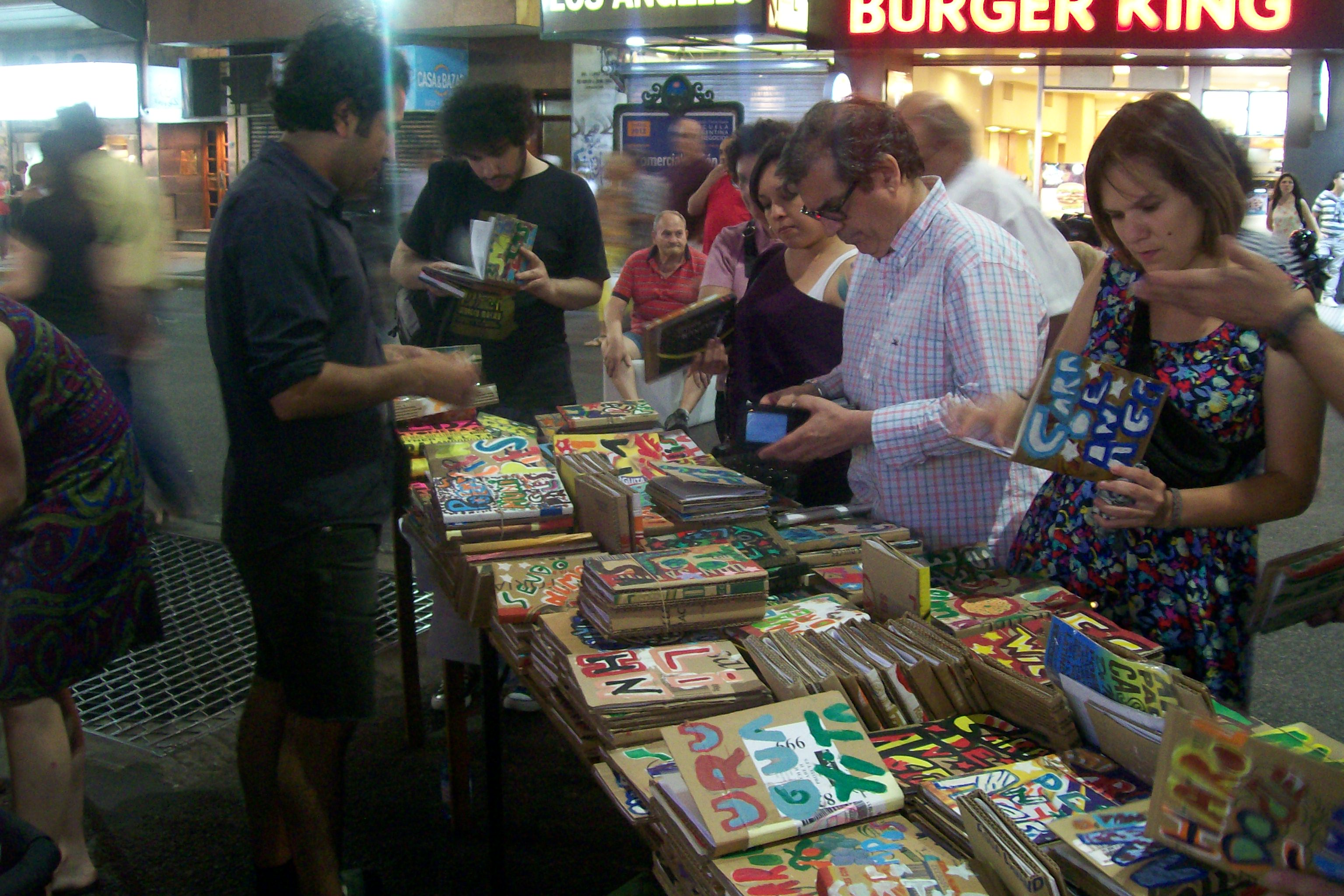
Livres des éditions Eloísa Cartonera, fondées por Cucurto.

- La máquina de hacer paraguayitos, 1999, Éditions Mansalva (poésie)
- Veinte pungas contra un pasajero, 2003, (poésie)
- Hatuchay, 2005, (poésie)
- Como un paraguayo ebrio y celoso de su hermana, poésie (2005)
- Upepeté. Noticias del Paraguay, poésie, (2009)
- El tractor, poésie, (2009)
- Poeta en Nueva York, poésie, (2010)
- Macanas, poésie, (2009, sous le pseudonyme Humberto Anachuri)
- El Hombre polar regresa a Stuttgart, poésie, (2010)
- Cosa de negros, roman (2003)
- Noches vacías, cumbiela (2003)
- Panambí, cumbiela (2003)
- Fer, cumbiela (2004)
- La luna en tus manos, récit (2004)
- Las aventuras del Sr. Maíz, récit (2005)
- Hasta quitarle Panamá a los yanquis, roman (2005)
- El amor es mucho más que una novela de 500 páginas, Éditions Mansalva, nouvelle (2008)
- El curandero del amor, roman (2006),
- 1810. La revolución vivida por los negros, roman historique (2008),
- Idalina, historia de una mujer sudamericana, nouvelle (2009),
- El Rey de la cumbia contra los fucking Estados Unidos de América, récit (2010),
- Pulgas y cucarachas, récit (2010)
- Sexibondi, roman (2011)
- La culpa es de Francia, roman (2012)

## Traductions
- Coisas de Negros, Brésil
- Die Maschine die kleine Paraguayerinnen macht, traduction Timo Berger, Allemagne
- Schuhe aus Leinen, traduction Timo Berger, Allemagne
- Zelarayán, traduction Geneviève Orssaud, France, Éditions Atelier La Marge, 2014
- Some Dollars (Collection), traduction Jordan Lee Schnee, États-Unis